# Tiro ai Giochi della XXXI Olimpiade - Skeet femminile
La gara di skeet femminile dei Giochi della XXXI Olimpiade si è svolta il 12 agosto 2016. Hanno partecipato 21 atlete.

## Risultati

### Turno di qualificazione
| Pos. | Atleta                 | Nazione       | 1  | 2  | 3  | Totale | Shoot-off | Note |
| ---- | ---------------------- | ------------- | -- | -- | -- | ------ | --------- | ---- |
| 1    | Wei Meng               | Cina          | 23 | 25 | 25 | 73     |           | Q    |
| 2    | Kim Rhode              | Stati Uniti   | 23 | 25 | 24 | 72     |           | Q    |
| 3    | Diana Bacosi           | Italia        | 25 | 23 | 24 | 72     |           | Q    |
| 4    | Chiara Cainero         | Italia        | 24 | 22 | 24 | 70     |           | Q    |
| 5    | Amber Hill             | Gran Bretagna | 23 | 24 | 23 | 70     |           | Q    |
| 6    | Morgan Craft           | Stati Uniti   | 24 | 24 | 21 | 69     | +2        | Q    |
| 7    | Albina Shakirova       | Russia        | 21 | 23 | 25 | 69     | +1        |      |
| 8    | Melisa Gil             | Argentina     | 23 | 21 | 25 | 69     | +1        |      |
| 9    | Wei Ning               | Cina          | 24 | 20 | 24 | 68     |           |      |
| 10   | Sutiya Jiewchaloemmit  | Thailandia    | 23 | 22 | 23 | 68     |           |      |
| 11   | Christine Wenzel       | Germania      | 22 | 24 | 22 | 68     |           |      |
| 12   | Aleksandra Jarmolinska | Polonia       | 23 | 23 | 22 | 68     |           |      |
| 13   | Chloe Tipple           | Nuova Zelanda | 21 | 23 | 23 | 67     |           |      |
| 14   | Elena Allen            | Gran Bretagna | 23 | 18 | 23 | 64     |           |      |
| 15   | Andri Eleftheriou      | Cipro         | 21 | 21 | 22 | 64     |           |      |
| 16   | Danka Barteková        | Slovacchia    | 22 | 20 | 22 | 64     |           |      |
| 17   | Aislin Jones           | Australia     | 21 | 20 | 22 | 63     |           |      |
| 18   | Naoko Ishihara         | Giappone      | 18 | 20 | 24 | 62     |           |      |
| 19   | Francisca Crovetto     | Cile          | 21 | 22 | 19 | 62     |           |      |
| 20   | Libuše Jahodová        | Rep. Ceca     | 18 | 19 | 21 | 58     |           |      |
| 21   | Daniela Carraro        | Brasile       | 19 | 19 | 20 | 58     |           |      |

### Semifinale
| Pos. | Atleta         | Nazione       | Totale | Shoot-off | Note |
| ---- | -------------- | ------------- | ------ | --------- | ---- |
| 1    | Chiara Cainero | Italia        | 16     | N.D.      | Q    |
| 2    | Diana Bacosi   | Italia        | 15     | N.D.      | Q    |
| 3    | Wei Meng       | Cina          | 14     | 4         | B    |
| 4    | Kim Rhode      | Stati Uniti   | 14     | 4         | B    |
| 5    | Morgan Craft   | Stati Uniti   | 14     | 3         |      |
| 6    | Amber Hill     | Gran Bretagna | 13     |           |      |

### Finali

#### Finale 3º posto
| Posizione | Atleta    | Nazione     | Totale | Spareggi |
| --------- | --------- | ----------- | ------ | -------- |
|           | Kim Rhode | Stati Uniti | 15     | 7        |
| 4         | Wei Meng  | Cina        | 15     | 6        |

#### Finale 1º posto
| Posizione | Atleta         | Nazione | Totale | Spareggi |
| --------- | -------------- | ------- | ------ | -------- |
|           | Diana Bacosi   | Italia  | 15     |          |
|           | Chiara Cainero | Italia  | 14     |          |